# Malasia en los Juegos Paralímpicos de Tokio 2020
Malasia estuvo representada en los Juegos Paralímpicos de Tokio 2020 por un total de veintiún deportistas, dieciocho hombres y tres mujeres.

## Medallistas
El equipo paralímpico malasio obtuvo las siguientes medallas:
| Nombre               | Deporte                   | Evento                          |
| -------------------- | ------------------------- | ------------------------------- |
| Oro                  |                           |                                 |
| Abdul Latif Romly    | Atletismo                 | Salto de longitud T20 masculino |
| Cheah Liek Hou       | Bádminton                 | Individual SU5 masculino        |
| Bonnie Bunyau Gustin | Levantamiento de potencia | –72 kg masculino                |
| Plata                |                           |                                 |
| Chew Wei Lun         | Bochas                    | Individual BC1 mixto            |
| Jong Yee Khie        | Levantamiento de potencia | –107 kg masculino               |
| Bronce               |                           |                                 |
| —                    |                           |                                 |